# U.S. National Championships 1881
U.S. National Championships 1881 là một giải quần vợt diễn ra từ ngày 31 tháng 8 đến ngày 3 tháng 9 tại Newport Casino, Newport, Rhode Island. Đây là lần đầu tiên giải U.S. National Championships được tổ chức. Giải đấu bao gồm 2 nội dung thi đấu: đơn nam và đôi nam. Richard Sears trở thành nhà vô địch đơn nam đầu tiên của U.S. National Championships.

## Nhà vô địch

### Đơn nam
Richard Sears đánh bại  William E. Glyn 6–0, 6–3, 6–2

### Đôi nam
Clarence Clark /  Fred Taylor đánh bại  Arthur Newbold /  Alexander Van Rensselaer, 6-5, 6-4, 6-5